# Bangsia
Bangsia je rod iz porodice ptica Thraupidae. 

## Vanjske poveznice
|  | Zajednički poslužitelj ima još gradiva o temi Bangsia |
|  | Wikivrste imaju podatke o taksonu Bangsia             |

*Bangsia